# شهرستان اکتبر (بیشکک)
شهرستان اکتبر (به قرقیزی: Октябрь району، وكتيابر وودانى) یک شهرستان در قرقیزستان است که در بیشکک واقع شده‌است. شهرستان اکتبر ۲۳۸٬۳۲۹ نفر جمعیت دارد.